# Ogyris waterhouseri
Ogyris waterhouseri är en fjärilsart som beskrevs av George Thomas Bethune-Baker 1905. Ogyris waterhouseri ingår i släktet Ogyris och familjen juvelvingar. Inga underarter finns listade i Catalogue of Life.